# Yasunori Matsumoto
Yasunori Matsumoto (松本 保典 Matsumoto Yasunori?,  Matsudo, Prefectura de China, 7 de febrero de 1960) es un actor y seiyū japonés, afiliado a Sigma Seven. Estuvo casado con la también seiyū Junko Sakuma, quien falleció en 2011.

## Filmografía

### Anime
- Alejandro Corner (Gundam 00)
- Ganryū (Naruto Shippūden)
- Goury Gabriev (Slayers)
- Guy Cecil  (Tales of the Abyss)
- Hiroshi Nakano (Gravitation)
- Jack el destripador (Shanghai Yomakikai CD Drama)
- Jean Havoc (Fullmetal Alchemist)
- Juna (Futari wa Pretty Cure)
- Katori Yuutaro (Taiyō no Yūsha Faibādo)
- Rey Donuts (Yes! PreCure 5 GoGo!)
- Rui Napoleon (Shin Captain Tsubasa )
- Ryo (Chōon Senshi Bōguman)
- Scarface (Shadow Skill)
- Shinji Yasuoka (Shion no Ō)
- Shogo Ohgi (Idol Densetsu Eriko)
- Wataru Akiyama (Initial D)
- Westar (Fresh Pretty Cure)
- Padre de Mayoi (Monogatari Series Second Season, ep 8)
- Eren Kruger (Shingeki no Kyojin)

### OVAs
- Takashi Yokokawa y Toshiki Kamishima (Shōnan Jun'ai Gumi)[2]
- Kōsaku Ogata (Seikimatsu Darling)

### Películas
- Knucles the Echidna (Sonic the Hedgehog: The Movie)